# Iso Kukkojärvi
Iso Kukkojärvi är en sjö i kommunen Orivesi i landskapet Birkaland i Finland. Sjön ligger 124,4 meter över havet. Arean är 45 hektar och strandlinjen är 6,4 kilometer lång. Sjön  ingår i Kumo älvs huvudavrinningsområde.   Den ligger omkring 50 km nordöst om Tammerfors och omkring 180 km norr om Helsingfors. 